# Van Toan Nguyen
Van Toan Nguyen (Künstlername Toan Anh; * 1915 in Bac Ninh, Vietnam; † 14. Mai 2009 in Ho-Chi-Minh-Stadt, Vietnam) war ein vietnamesischer Schriftsteller, Roman-, Sachbuch-, Gedichts- und Kurzgeschichtenautor.

## Leben
Van Toan Nguyen wurde 1915 in Thi Cau, Bac Ninh, Vietnam geboren. Er beendete die Schule nach 12 Jahren mit dem Abitur.
Seit 1934 war er schriftstellerisch tätig, seine Kurzgeschichten wurden damals in Tages- und Wochenzeitungen und Magazinen veröffentlicht. Seine ersten Werke erschienen unter seinem bürgerlichen Namen, die damals noch keinen Anklang bei den Lesern fanden. Auf seinen Künstlernamen Toan Anh brachte ihn seine Jugendliebe.
Später lernte er seine Ehefrau kennen, die ihm elf Kinder gebar. Dieses Glück schien jedoch nicht von Dauer. Sie starb bereits 1969 aufgrund Magenbeschwerden unbekannter Ursache und ließ Van Toan Nguyen und die gemeinsamen elf Kinder, sieben Jungen und vier Mädchen alleine zurück. Das jüngste Kind war damals neun Jahre alt.
Neben seiner Schriftstellerkarriere war Van Toan Nguyen als Sportlehrer und Universitätsprofessor unter anderem in Huế, Hanoi, Da Lat, Nha Trang und Ho-Chi-Minh-Stadt tätig. Er unterrichtete an den Universitäten Literatur und Französisch.
In den Jahren 2002 und 2004 erschienen im vietnamesischen Fernsehen zwei Dokumentationen über seine Werke und sein Leben in Vietnam.
Bis heute erschienen über 124 Werke Nguyens, darunter mehrere Romane verschiedenen Genres, Theaterstücke, Sachbücher, Kurzgeschichten und Gedicht- und Briefbände. Van Toan Nguyen spezialisierte sich in seinen Werken auf das Leben in Vietnam und die vietnamesischen Feiertage, um seinen Lesern einen möglichst nahen und realistischen Hintergrund zu bieten. Seine Werke sind auch in Amerika und Kanada in Bibliotheken zu finden, teilweise auch in Buchhandlungen.
Van Toan Nguyen lebte bis zu seinem Tod in Ho-Chi-Minh-Stadt mit seiner ältesten Tochter in bescheidenen Verhältnissen. Viele seiner Werke sind noch unveröffentlicht, da diese noch bearbeitet werden müssen.

## Werke (Auswahl)
- Bo Nep cu
- Bo Van hoa Viet Name
- Phong tuc Viet Nam
- Tan truyen ky Viet Nam
- Khuc ca diet thu (1-3)
- Huong Van
- Thinh thanh trong nghia phuong Dong
- Phong luu dong ruong
- Phong tuc tho cung trong gia dinh - noi cong cong Viet nam
- Lo hoa nuong
- Giai nhan vo hiep
- Son dong that hiep
- Cac thu tieu khien Viet Nam
- Van hoa Viet Nam nhung net dai cuong
- Nep Xua
- Làng xóm Viêt Nam
- Ho ly nghia trang
- Nếp Cũ - Hội Hè Đình Đám (1-2)
- Nếp Cũ - Con Người Việt Nam
- Nếp Cũ - Làng Xóm Việt Nam
- Nếp Cũ - Tín Ngưỡng Việt Nam (1-2)

Diese Werke wurden ins Englische übersetzt:
- Gai dep xu bac – Women in the north
- Huong nuoc hon que – Country’s flavours